# 5.ª etapa da Volta a França de 2018
A 5ª etapa da Volta a França de 2018 teve lugar a 11 de julho de 2018 entre Lorient e Quimper sobre um percurso de 203 km.

## Classificação da etapa
| \| Classificação por etapas \| Classificação por etapas \| Classificação por etapas \| Classificação por etapas \| Classificação por etapas \| \| Ciclista \| Ciclista \| Equipe \| Tempo \| \| \| ------------------------ \| ------------------------ \| ------------------------ \| ------------------------ \| ------------------------ \| \| 1. \| Peter Sagan \| Bora-Hansgrohe \| 4h48m06s \| \| \| 2. \| Sonny Colbrelli \| Bahrain-Merida \| + 0s \| \| \| 3. \| Philippe Gilbert \| Quick-Step Floors \| + 0s \| \| \| 4. \| Alejandro Valverde \| Movistar Team \| + 0s \| \| \| 5. \| Julian Alaphilippe \| Quick-Step Floors \| + 0s \| \| \| 6. \| Daniel Martin \| UAE Team Emirates \| + 0s \| \| \| 7. \| Greg Van Avermaet \| BMC Racing Team \| + 0s \| \| \| 8. \| Søren Kragh Andersen \| Team Sunweb \| + 0s \| \| \| 9. \| Andrea Pasqualon \| Wanty-Groupe Gobert \| + 0s \| \| \| 10. \| Vincenzo Nibali \| Bahrain-Merida \| + 0s \| \| |                      |                     |          |
| |                      |                     |          |
| Fonte: ProCyclingStats |                      |                     |          |
| Classificação por etapas |                      |                     |          |
| Ciclista | Ciclista             | Equipe              | Tempo    |
| 1. | Peter Sagan          | Bora-Hansgrohe      | 4h48m06s |
| 2. | Sonny Colbrelli      | Bahrain-Merida      | + 0s     |
| 3. | Philippe Gilbert     | Quick-Step Floors   | + 0s     |
| 4. | Alejandro Valverde   | Movistar Team       | + 0s     |
| 5. | Julian Alaphilippe   | Quick-Step Floors   | + 0s     |
| 6. | Daniel Martin        | UAE Team Emirates   | + 0s     |
| 7. | Greg Van Avermaet    | BMC Racing Team     | + 0s     |
| 8. | Søren Kragh Andersen | Team Sunweb         | + 0s     |
| 9. | Andrea Pasqualon     | Wanty-Groupe Gobert | + 0s     |
| 10. | Vincenzo Nibali      | Bahrain-Merida      | + 0s     |

## Classificações ao final da etapa

### Classificação geral
| \| Classificação geral \| Classificação geral \| Classificação geral \| Classificação geral \| Classificação geral \| \| Ciclista \| Ciclista \| Equipe \| Tempo \| \| \| ------------------- \| -------------------- \| ------------------------- \| ------------------- \| ------------------- \| \| 1. \| Greg Van Avermaet \| BMC Racing Team \| 18h22m00s \| \| \| 2. \| Tejay van Garderen \| BMC Racing Team \| + 2s \| \| \| 3. \| Philippe Gilbert \| Quick-Step Floors \| + 3s \| \| \| 4. \| Geraint Thomas \| Team Sky \| + 5s \| \| \| 5. \| Julian Alaphilippe \| Quick-Step Floors \| + 6s \| \| \| 6. \| Bob Jungels \| Quick-Step Floors \| + 9s \| \| \| 7. \| Tom Dumoulin \| Team Sunweb \| + 13s \| \| \| 8. \| Søren Kragh Andersen \| Team Sunweb \| + 13s \| \| \| 9. \| Rigoberto Urán \| EF Education First-Drapac \| + 37s \| \| \| 10. \| Rafał Majka \| Bora-Hansgrohe \| + 52s \| \| |                      |                           |           |
| |                      |                           |           |
| Fonte: ProCyclingStats |                      |                           |           |
| Classificação geral |                      |                           |           |
| Ciclista | Ciclista             | Equipe                    | Tempo     |
| 1. | Greg Van Avermaet    | BMC Racing Team           | 18h22m00s |
| 2. | Tejay van Garderen   | BMC Racing Team           | + 2s      |
| 3. | Philippe Gilbert     | Quick-Step Floors         | + 3s      |
| 4. | Geraint Thomas       | Team Sky                  | + 5s      |
| 5. | Julian Alaphilippe   | Quick-Step Floors         | + 6s      |
| 6. | Bob Jungels          | Quick-Step Floors         | + 9s      |
| 7. | Tom Dumoulin         | Team Sunweb               | + 13s     |
| 8. | Søren Kragh Andersen | Team Sunweb               | + 13s     |
| 9. | Rigoberto Urán       | EF Education First-Drapac | + 37s     |
| 10. | Rafał Majka          | Bora-Hansgrohe            | + 52s     |

### Classificação por pontos
| Classificação por pontos | Classificação por pontos | Classificação por pontos | Classificação por pontos | Classificação por pontos |
| Ciclista                 | Ciclista                 | Equipe                   | Pontos                   |                          |
| ------------------------ | ------------------------ | ------------------------ | ------------------------ | ------------------------ |
| 1.                       | Peter Sagan              | Bora-Hansgrohe           | 180 pts                  |                          |
| 2.                       | Fernando Gaviria         | Quick-Step Floors        | 147 pts                  |                          |
| 3.                       | Alexander Kristoff       | UAE Team Emirates        | 78 pts                   |                          |
| 4.                       | André Greipel            | Lotto-Soudal             | 69 pts                   |                          |
| 5.                       | Arnaud Démare            | Groupama-FDJ             | 57 pts                   |                          |
| 6.                       | Sonny Colbrelli          | Bahrain-Merida           | 55 pts                   |                          |
| 7.                       | Marcel Kittel            | Katusha-Alpecin          | 52 pts                   |                          |
| 8.                       | Andrea Pasqualon         | Wanty-Groupe Gobert      | 41 pts                   |                          |
| 9.                       | Sylvain Chavanel         | Direct Énergie           | 40 pts                   |                          |
| 10.                      | John Degenkolb           | Trek-Segafredo           | 36 pts                   |                          |

### Classificação da montanha
| Classificação da montanha | Classificação da montanha | Classificação da montanha  | Classificação da montanha | Classificação da montanha |
| Ciclista                  | Ciclista                  | Equipe                     | Pontos                    |                           |
| ------------------------- | ------------------------- | -------------------------- | ------------------------- | ------------------------- |
| 1.                        | Toms Skujiņš              | Trek-Segafredo             | 4 pts                     |                           |
| 2.                        | Sylvain Chavanel          | Direct Énergie             | 4 pts                     |                           |
| 3.                        | Lilian Calmejane          | Direct Énergie             | 3 pts                     |                           |
| 4.                        | Dion Smith                | Wanty-Groupe Gobert        | 1 pt                      |                           |
| 5.                        | Kévin Ledanois            | Fortuneo-Samsic            | 1 pt                      |                           |
| 6.                        | Anthony Perez             | Cofidis, Solutions Crédits | 1 pt                      |                           |

### Classificação da jovens
| Classificação dos jovens | Classificação dos jovens | Classificação dos jovens | Classificação dos jovens | Classificação dos jovens |
| Ciclista                 | Ciclista                 | Equipe                   | Tempo                    |                          |
| ------------------------ | ------------------------ | ------------------------ | ------------------------ | ------------------------ |
| 1.                       | Søren Kragh Andersen     | Team Sunweb              | 18h22m13s                |                          |
| 2.                       | Egan Bernal              | Team Sky                 | + 1m08s                  |                          |
| 3.                       | Magnus Cort              | Astana                   | + 1m39s                  |                          |
| 4.                       | Antwan Tolhoek           | LottoNL-Jumbo            | + 2m12s                  |                          |
| 5.                       | Dion Smith               | Wanty-Groupe Gobert      | + 2m30s                  |                          |
| 6.                       | Thomas Boudat            | Direct Énergie           | + 2m57s                  |                          |
| 7.                       | Pierre Latour            | AG2R La Mondiale         | + 3m15s                  |                          |
| 8.                       | Gregor Mühlberger        | Bora-Hansgrohe           | + 4m24s                  |                          |
| 9.                       | Guillaume Martin         | Wanty-Groupe Gobert      | + 4m28s                  |                          |
| 10.                      | Gianni Moscon            | Team Sky                 | + 6m11s                  |                          |

### Classificação por equipas
| Classificação por equipes | Classificação por equipes                | Classificação por equipes | Classificação por equipes |
| Equipe                    | Equipe                                   | Tempo                     |                           |
| ------------------------- | ---------------------------------------- | ------------------------- | ------------------------- |
| 1.                        | Quick-Step Floors                        | 55h45m20s                 |                           |
| 2.                        | BMC Racing Team                          | + 23s                     |                           |
| 3.                        | Team Sunweb                              | + 44s                     |                           |
| 4.                        | Sky                                      | + 1m54s                   |                           |
| 5.                        | Mitchelton-Scott                         | + 3m27s                   |                           |
| 6.                        | Bora-Hansgrohe                           | + 3m45s                   |                           |
| 7.                        | Astana                                   | + 3m52s                   |                           |
| 8.                        | Bahrain-Merida                           | + 3m56s                   |                           |
| 9.                        | EF Education First-Drapac p/b Cannondale | + 4m10s                   |                           |
| 10.                       | Movistar Team                            | + 4m19s                   |                           |